# 反脱离联邦决议
纽约州立法机构反脱离联邦决议（英語：Anti-Secession Resolutions of the New York legislature）是1861年南北战争爆发前，由纽约州议会通过的一份决议，旨在呼吁林肯政府不要让南方州脱离联邦。
2005年，中国政府在制定反分裂國家法时曾援引纽约州立法机构的反脱离联邦决议。该决议在中国法学界和主要舆论也被视为一种联邦法律，中文媒体在事後也几乎以《反脱离联邦法》称呼，但是也有媒体如端传媒认为，反脱离联邦法完全不存在。

## 背景
美国分裂的结构性因素在独立之後就已产生。《邦联条例》于1781年3月1日实施，其中第1条将各个独立州的联盟名称定为「美利坚合众国」，并在第2条规定「各州保留其主权、自由和独立，以及本邦联没有明确授予合众国国会的一切权力、司法管辖和权利。」这就表明美利坚合众国只是一个松散的联盟，缺乏统一的主权，国会就如同各自独立国家组成的国际组织。由於邦联条例的缺点，美国国内要求统一的呼声渐高，激进联邦党人于是推动立法。1787年5月至7月间，费城的联邦制宪会议经过激烈的辩论这才通过《联邦宪法》，该法一共7条，联邦不再是一种州的联盟共同体，而是具备民族国家的一致身份。然而，美国在很多方面仍未改变邦联制长期以来的影响，这只不过延缓矛盾的总爆发:109-110。
随着後期美国的开拓国土，西进运动让美国北方州和南方州的差异越来越大。对于新开发的国土要发展成自由州还是蓄奴州陷入分歧，国会更是禁止讨论黑人的奴隶制，废奴提案被静悄悄地搁置。1844年4月，美国吞并德克萨斯共和国。1848年2月，美国又从墨西哥攫取将近120万亩的土地。此後南卡罗来纳州的州众议员（支持蓄奴）约翰·卡尔霍恩声称，联邦政府取得的新领土是各州「联合和共同的财产」，国会不得剥夺其他州人民的权利，奴隶制应否在新土地实施，应该由组成新州的人民决定。国会无权将其宣布为「自由领土」（free soil）:111-114。
1850年3月，加利福尼亚加入美国联邦，此事件造成北方的自由州超过南方的蓄奴州。南方的奴隶主代表约翰·卡尔霍恩排斥加州以自由州加入美国，他主张州权至上、权利均等，以及住民自决等原则。因此各州拥有主权，而美国联邦政府是由各州人民创造出来并给它的特许权力，各州皆有主权下便有退出联邦的权力:111-114。
1860年11月6日，反对奴隶制的亚伯拉罕·林肯当选总统後，南卡罗来纳州率先召开州议会并通过脱离联邦的法令。1861年2月初，佛罗里达州、佐治亚州、亚拉巴马州、密西西比州、路易斯安那州、得克萨斯州也跟着脱离联邦。面对南方的脱离联邦的声浪，北方各州大致拥护国家统一。美国的北方州以纽约州为号朝，跟着提出了反对国家分裂的举动。1861年1月11日，纽约州议会自主通过从纽约州法院送来的《反脱离联邦决议》（Anti-secession Resolution），力挺联邦政府维护美国统一的意志:111-114。

## 全文
本决议在纽约州议会通过。全文的中译如下：
鑒於美国宪法所定义的叛国罪在合众国之内的一个或多个州普遍存在；鑒於南卡羅來納叛亂州在控制了聯邦政府的郵局、海關、銀行和要塞後，縱火焚燒了一艘船，並派遣軍隊佔領了萨姆特堡，這實際上已向我們宣戰。
鑒於佐治亞州、阿拉巴馬州、路易斯安那州（都位於美國南部）各政府的要塞和財產都被非法和懷有敵意地攫取；鑒於他們（指叛亂州政府）的國會議員們承認並堅持它們的叛國行動，特做出如下決議：
紐約州議會深知統一的可貴，堅決維護國家統一不受損害。統一賦予了美國人民繁榮和幸福，為了捍衛這種統一，我們準備犧牲我們的財產、生命以及我們神聖的榮譽，我們歡迎總統所做出的關於維護聯邦的宣言，而且以我們自己州的人力和財力向總統提供一切資助。
拉華州、馬里蘭州、弗吉尼亞州、北卡羅來納州、肯塔基州、密蘇里州和田納西州擁護統一的市民和代表們，他們以無比的勇氣和愛國心抵制國家捲入分裂的渦流中，他們應該得到整個美利堅民族的感謝和欽佩。

各州政府需要儘快將決議案副本提交給美利堅合眾國總統以及所有擁護統一的各州州長。——纽约州议会反脱离联邦决议，译文抄录自政治大学的博士论文:109-110

## “反脱离联邦法”
自从陳水扁政府在2002年提出一邊一國论後，中华人民共和国政府便於往後数年推动反分裂法的立法工作，2005年邀请法律界人士探讨如何制定一部反台独的法律。2005年3月8日，第十届全国人民代表大会第三次会议召开，全国人民代表大会常务委员会副委员长王兆国邀请众多学者参与制定反分裂国家法的草案，并要法学专家与台湾问题专家发表意见。北京大学法学院教授饶戈平多次参加讨论会议，从国际法角度研究与香港有关的法律问题，并在座谈会中说可参考美国的反脱离联邦法来制定一部关于国家统一的法律。
国际先驱导报向饶戈平询问，美国在南北战争前，为阻止堅持奴隶制度的南方各州独立，也曾制定类似法律，《反分裂國家法》的制訂是否有参考外国经验，饶戈平表示，反分裂法并非中国独有。在1861年美国南北战争爆发前，美国联邦针对11个南方州脫離聯邦的分離活動制定《反脱离联邦法》（“Anti-Secession Act”），以联邦法律的形式出现，对联邦境内都有效力，是後來用武力对付分裂者的法律依据。饶戈平强调，反分裂法的英文名稱用词也是“Anti-Secession”，他认为这可以作为一个旁证，证明《反分裂國家法》参考其他國家的相关法律。
2005年3月14日，第十届全国人民代表大会第三次会议展开最後一项表决案，会中表决通过了反分裂國家法。法案通过後，现场以热烈掌声响应。当时与会的代表形容气氛严肃到「表决时就像心在打鼓」。
《反分裂国家法》的英文译名曾引發争议，官方翻譯是「Anti- Secession(脱离)Law」，也基本被西方英文媒體採用，而台北方面堅持认为應該對應其中文含義译為「Anti- Separation(分离)Law」。最早提出立法建议的全国人大代表周洪宇認為，这种译法参考了美国的《反脱离联邦法》，让美国无话可说，台北的反应也说明了這一點，并称：
|  | 这是因为对应着美国的《反脱离联邦法》是Anti-Secession Act，所以我们也用Secession，表示脱离。 |

2005年3月14日，温家宝在北京人民大会堂的国际新闻发布会上回应媒体疑问。在经过台湾年代新闻台的记者过後，一名美国CNN记者提问。
|  | 根据《反分裂国家法》，中国有权采取非和平方式，您能不能向我们解释一下什么方式算是非和平方式？如果中国遇到了一个范围更为广阔的冲突，美国也参加进来，在这种情况下，中国是不是要建设一支能够打得赢的军队？ |

温家宝回应台湾问题纯属中国内政，还举了美国的类似法律为例。
|  | 记者先生，你可以翻开1861年贵国制定的两部反分裂法，不也是同样的内容吗？而且随后就发生了南北战争。我们不愿意出现这种情况。 |

### 官方宣传
2005年3月16日，刘作奎在《环球时报》第二十三版發表文章介紹《反联邦脱离法》，描述稱，19世纪中叶美国南方实行的是种植园的黑人奴隶制，北方实行的是工商业资本主义制度，两种制度的对抗日益加剧。1832年11月南卡罗来纳州的顽固份子开始讨论脱离联邦的问题。林肯在总统选举获胜後，南卡罗来纳州的议会召集讨论，169名代表在45分钟内没有经过任何讨论，就通过了脱离联邦的法令。从1860年底到1861年2月初，南卡罗来纳、佛罗里达、佐治亚、亚拉巴马、密西西比、路易斯安那和得克萨斯7个州纷纷宣布脱离联邦。面对即将国家分裂的局面，南北各州的美国人民起来拥护联邦政府。1861年1月11日，纽约州议会通过《反联邦脱离法》，并很快获得美国总统批准。这部法律这样写道：
|  | 纽约州法院深知统一的可贵，坚决维护国家统一不受损害……统一赋予了美国人民繁荣和幸福，为了捍卫这种统一……我们准备牺牲我们的财产、生命以及我们神圣的荣誉。 |

|  | 马里兰州、弗吉尼亚州、北卡罗来纳州、肯塔基州、密苏里州和田纳西州拥护统一的市民和代表们，他们以无比的勇气和爱国心抵制国家卷入分裂的旋涡中，他们应该得到整个美利坚民族的感谢和钦佩。 |

文章还将林肯总统视为在反联邦脱离法精神上的实践者。
|  | 在就职演说中，林肯再次重申了美国《反联邦脱离法》的精神。他说："任何一个州都不能只凭自己的动议就合法地脱离联邦；凡为此目的而作出的决议和法令在法律上都是无效的，任何一个州或几个州反对合众国当局的暴力行动都应根据情况视为叛乱……根据宪法和法律，联邦是不容分裂的。"林肯的讲话吹响了反分裂斗争的号角。4月12日，南方叛军向北方军队发动进攻，美国内战就此爆发。 |

來自首都师范大学历史学系的刘作奎也在《北京档案》發表文章介紹《反联邦脱离法》，稱1861年1月11日纽约州议会通过纽约州法院制订的《反联邦脱离法》(Anti—secession Resolution)，获美国总统批准，表达了美国人民坚决维护美国统一的决心，並對法案内容進行翻譯：
|  | 鉴于南卡罗来纳叛乱州在控制了联邦政府的邮局、海关、银行和要塞后，纵火焚烧了一艘船，并派遣军队占领了萨姆特要塞，这实际上已向我们宣战。 鉴于佐治亚州、亚拉巴马州、路易斯安那州(都位于美国南部)各政府的要塞和财产都被非法和怀有敌意地攫取；鉴于他们(指叛乱州政府)的国会议员们承认并坚持它们的叛国行动，特作出如下决议： 纽约州法院深知统一的可贵，坚决维护国家统一不受损害⋯⋯统一赋予了美国人民繁荣和幸福，为了捍卫这种统一⋯⋯我们准备牺牲我们的财产、生命以及我们神圣的荣誉。 特拉华州、马里兰州、弗吉尼亚州、北卡罗来纳州、肯塔基州、密苏里州和田纳西州拥护统一的市民和代表们，他们以无比的勇气和爱国心抵制国家卷入分裂的涡流中，他们应该得到整个美利坚民族的感谢和钦佩。 各州政府需要尽快将决议案副本提交给美利坚合众国总统以及所有拥护统一的各州州长。 |

2005年6月，中国共产党机关报《学习时报》在世界史栏位重点介绍了《反脱离联邦法》，并声称这是美国国会通过的法律。专栏还称：
|  | 已经通过并颁布实施的《反分裂国家法》(《反分裂国家法》英文本使用的词汇与美国的《反脱离联邦法》完全相同：anti-secession law)，以国内立法的形式明确宣示中国对台湾的主权。世界上只有一个中国，大陆和台湾同属一个中国，中国的主权和领土完整不容分割。台湾问题是上个世纪40年代后期中国内战（Chinese Civil War）遗留的问题。 |

2007年，《人民日报》刊發署名文章，针对陈水扁政府的入联公投提出批驳，提及美国《反脱离联邦法》。文中称：
|  | 在美国，除十九世纪六十年代通过的《反脱离联邦法》，还要求每个公民在效忠誓词都必须颂读，“我谨宣誓忠诚于美利坚合众国国旗，忠诚于它所代表的共和国，上帝庇佑下的一个国家，不容分割，人人由此享有自由与正义。” |

中国驻美国大使馆刊登了這篇文章。

### 媒体评论
反分裂法的通过在中华人民共和国境内获得极大美誉，尤其温家宝在记者会提及该法参照了美国的统一法而制定，舆论普遍赞赏。一些中文媒体跟進報道，提及《反脱离联邦法》，也有学术论文比较《反分裂國家法》与《反脱离联邦法》的差异。
《羊城晚報》介紹美國、加拿大有關反分裂的法律時稱：
|  | 19世纪60年代，美国南方8个州要脱离联邦独立。为防止联邦分裂，美国国会通过了《反脱离联邦法》。 |

《自由時報》報道稱《反分裂國家法》的制訂類比南北戰爭前夕美國聯邦政府制定的《反脫離聯邦法》，試圖阻止美國干預，采訪中央研究院近代史研究所副研究員陳儀深時對方認為《反脫離聯邦法》與《反分裂國家法》能否類比不值得討論，末尾《新聞小檔案》稱：
|  | 一八六一年美國爆發南北戰爭，在這場為時四年的美國內戰爆發前夕，代表北方的聯邦政府試圖透過「反脫離聯邦法」（英文原文是anti-secession law），阻止南方八州脫離美國聯邦政府獨立。 但這項立法措施並未達到預期的和平效果，不久之後就爆發美國史上最嚴重的內戰。 |

《新華澳報》赞赏《反分裂國家法》與《反脫離聯邦法》相同的翻譯用詞，评论称：
|  | 中国政府在向美国政府介绍《反分裂法》时，将“分裂”译为与南北战争中属于脱离、叛国行为相同的“SECESSION”，就凸显了中国的《反分裂国家法》，与南北战争光荣历史中的《反脱离联邦法》，同是正义之剑。 |

苹果日报指出，温家宝在记者会提出美国在1861年的两条反分裂法，分别是《反脱离联邦法》和《东田纳西州反分裂决议案》。报道亦对纽约州议会通过这份决议做出解释：
|  | 中國總理溫家寶在記者會中以美國在南北戰爭前出現兩部「反分裂法」，作為中國制訂《反分裂法》的藉口。中國人大副委員長王兆國稍早對法案的說明指出，該法法律名稱和英文翻譯與美國南北戰爭前頒布的《反脫離聯邦法》（Anti-Secession Resolutions of the New York Legislature, 1861）完全一樣。一八六一年一月紐約州議會針對南卡、喬治亞、阿拉巴馬和路易斯安納等州的聯邦政府單位遭到攻擊和佔領，為應付當時情勢而通過該項決議案。 |

2021年，中国社会科学院中国历史研究院研究员周溯源在《中华读书报》發表對歷史學者張海鵬的文集研讀札記，提及美国制定的《反脱离联邦法》阻止聯邦分裂维护美国统一。
|  | 19世纪60年代初，美国制定了《反脱离联邦法》，旨在限制南方州奴隶主分裂联邦国家的行为，维护国家的统一。 |

端传媒發佈文章稱美國並沒有一部叫做「Anti-Secession Act」的聯邦法律，認為饒戈平所稱美國《反脫離聯邦法》是什麼無從知曉，論文《中国〈反分裂国家法〉与美国〈反脱离联邦法〉的比较研究》长篇大论却完全没有引用和分析《反脱离联邦法》法条，諷刺作者沒有注意到這部法律不存在，並稱美國在1861年確實修訂過《平叛法》（Insurrection Act），在法律執行受阻時授權總統調用軍隊執行法律，但這部法律沒有提到「反分裂」（Anti-Secession），也沒有談論分裂的法律問題。